# هاروكي ياماأتشي
هاروكي ياماأتشي (باليابانية: 山内 晴貴) (9 فبراير 1992 في كاغوشيما في اليابان – )؛ هو لاعب كرة قدم كان يلعب كمدافع.

## وصلات خارجية
- هاروكي ياماأتشي على موقع رابطة كرة القدم اليابانية للمحترفين (اليابانية)